# 本多忠勝
本多忠勝（日语：／ Honda Tadakatsu，1548年3月17日—1610年12月3日）是日本戰國時代和江戶時代前期的武將和大名。德川氏譜代家臣。上總國大多喜藩初代藩主、伊勢國桑名藩初代藩主。忠勝系本多家宗家初代，本姓藤原氏，也是德川四天王、德川十六神將、德川三傑以及日本七柱槍之一。許多強敵給予忠勝極高的評價，武田信玄給予忠勝的評價：「效忠家康太可惜。」、織田信長給予忠勝的評價：「華實兼備的猛將。」豐臣秀吉給予忠勝的評價：「古今獨步之壯士。」

## 生平

### 出生‧初陣‧初次獲得首級
出身於安祥松平家（德川本家）的最古老的安祥譜代本多氏。在天文17年（1548年）在三河國額田郡藏前（現今愛知縣岡崎市西藏前町）出生。本多忠高的長男（『寛政重修諸家譜』）。天文18年（1549年），因為父親忠高戰死而由叔父本多忠真照顧。
從小已仕於德川家康，在永祿3年（1560年）的桶狹間之役前哨戰的大高城之戰首次出陣，同時元服（『德川實紀』）。在19世紀中葉編纂的《名將言行錄》記載，在15歲時第一次獲得戰功，是當時在與今川氏真的武將小原備前的戰鬥，叔父忠真把被打倒的敵人的首級讓予忠勝，讓他獲得戰功，但是忠勝說「我何以借助其他人之力，當憑自己立下戰功」（我何ぞ人の力を借りて、以て武功を立てんや），然後衝入敵陣擊殺敵人並取得首級，忠真和諸將認為首度參與戰爭的忠勝不是普通人。

### 作為德川四天王的武勳
永祿6年（1563年），三河一向一揆爆發，多數本多一族都在敵人陣營，而忠勝則從一向宗（淨土真宗）改宗為淨土宗並留在家康身邊平定亂事。永祿9年（1566年），他以19歲之齡與本多正重、都築秀綱及同齡的榊原康政等人被提拔為旗本先手役，指揮50騎與力。以後經常在德川家康的居城的城下町居住，活躍於旗本部隊（『德川實紀』）。
在元龜元年（1570年）參加姉川之戰，面對著正在迫近的一萬朝倉軍，於德川軍正在潰敗時以單騎突擊。此時家康軍為了救助以必死決心突擊的忠勝而進行反擊，最終擊破了朝倉軍（於此戰中與朝倉方的豪傑真柄十郎左衛門的單挑相當有名）。
元龜3年（1572年），在二俣城之戰的前哨戦一言坂之戰中擔任殿軍，與馬場信春的部隊激戰，成功令家康率領本隊於撒退戰中撤走。此時忠勝為了讓自軍退卻而強行突入敵方和己方兩軍之間，揮舞著蜻蛉切並站著，於武田軍停止追擊前數度轉頭迎擊，優秀地完成了殿軍的重任（『名將言行錄』）。在12月的三方原會戰中亦有參戰。在天正3年（1575年）參加長篠之戰（『德川實紀』）。因為以上合戰的活躍而受到敵我雙方的讚賞，家康稱忠勝為「德川家中的良將」（まことに我が家の良将なり），以及有了「蜻蜓出擊的時候，蜘蛛之子就會散開。手上拿著蜻蛉切，頭上的角的恐怖。是鬼是人啊，確是令人不解的頭盔」（蜻蛉が出ると、蜘蛛の子散らすなり。手に蜻蛉、頭の角のすさまじき。鬼か人か、しかとわからぬ兜なり）讚賞忠勝的川柳。
天正10年（1582年），發生本能寺之變時與家康滯留在堺，勸止了想自殺的家康，最後穿越伊賀回到三河（伊賀越え）（『藩翰譜』）。
在天正12年（1584年）4月的小牧長久手之戰中參陣，面對著豐臣方16段大軍的德川軍陷入苦戰，忠勝僅率500名士兵於小牧進攻，並站在約距離5町（約500米）的豐臣大軍前，單騎在龍泉寺川悠悠地洗滌馬口，看到如此光景的豐臣軍非常猶豫並失去了戰機。因為如此豪勇的行動和活躍，豐臣秀吉讚忠勝為東國第一勇士（『家康忠勝兩公三百年祭紀要』）。於德川氏降服於豐臣氏後，天正14年（1586年）11月9日時仕官從五位・中務大輔（『寛政重修諸家譜』）。天正18年（1590年），家康被移封至關東，忠勝被封至上總夷隅郡大多喜，與榊原康政一樣擁有德川家臣團中第2位的10萬石（第1位是井伊直政的12萬石），遠離江戶的原因是因為家康的配置方針「譜代要配置在與敵人連接的國境」。榊原康政負責防禦北方的真田氏和上杉氏，而忠勝負責防禦安房國的里見氏（作者為中嶋次太郎，吉川弘文館出版）。但是近年研究顯示以大多喜城為居城的時間是天正19年（1591年）初，此前的半年間一直以同樣在夷隅郡的萬喜城（現在夷隅市）為居城（天正18年8月7日由本多忠勝發給瀧川忠征的書狀（名古屋大學文學部所藏「瀧川文書」本多忠勝書狀））。

### 由關原到最後

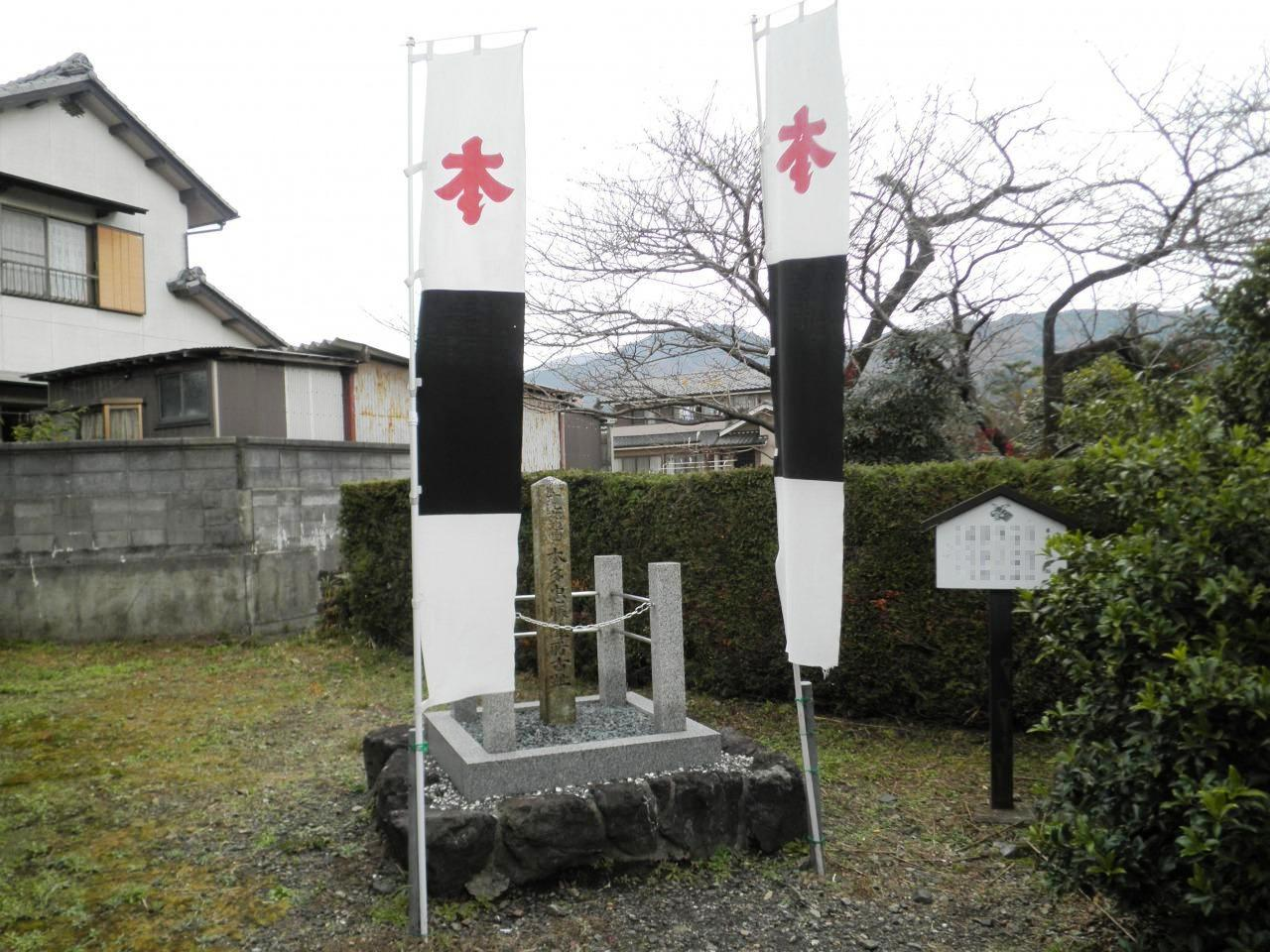
關原之戰的本多忠勝陣跡（岐阜縣不破郡關原町）

慶長5年（1600年）參加關原之戰，以向吉川廣家等大名通信的工作活躍著。憑著這些功積，於慶長6年（1601年）移封到伊勢國桑名藩10萬石（一說是15萬石或12萬石），舊領大多喜則由次男本多忠朝繼承，擁有5萬石（『德川實紀』）。一説指家康想讓忠勝增領5萬石，但是因為忠勝固辭，於是家康將其賜予忠勝的次男。
忠勝為了確立桑名藩的藩政而馬上修築城郭，果斷地執行慶長的町割而被視為創設桑名藩的名君。不過在晩年因為戰亂的結束，本多正純等年輕文治優秀的人物（吏僚派）在家康和秀忠側近抬頭（作者為中嶋次太郎，吉川弘文館出版），像忠勝這些武功派漸漸遠離江戶幕府的中樞。
慶長14年（1609年）6月，忠勝正式隱居，把家督讓予嫡男本多忠政。在慶長15年（1610年）10月18日於桑名城病死，享年63歲（『寛政重修諸家譜』）。重臣中的中根忠實和梶原忠兩人殉死並埋葬在忠勝的左右。
遺書其中一節是「武士即使不能取敵首級也好，或是沒有功勳也好，面對困難不能臨陣退縮。而為了主公的恩情而被討死，守護忠節才能被稱為武士」（侍は首取らずとも不手柄なりとも、事の難に臨みて退かず。主君と枕を並べて討死を遂げ、忠節を守るを指して侍という）（『名將言行錄』）。
辭世句為。
忠勝的子孫後來曾有過幾次轉封，經由姬路藩等，最後被封至三河岡崎藩5萬石。

## 家臣
- 織田信照

織田信長的庶弟。被稱為中根平右衛門忠實。德川家康被移封到關東後，天正19年（1591年）在忠勝獲封為上總國大多喜10萬石城主時，被分配為忠勝的家老，之後隨著忠勝殉死，子孫代代都是本多家的家老。
- 都築秀綱（日语：都築秀綱）

本來是今川家家臣，於永祿11年（1568年）末，家康侵略遠州時臣服，後來加入本多家成為筆頭家老。
- 梶勝忠

通稱金平。與都築氏一樣，代代都是本多家家老。原本侍奉家康，後被任命為忠勝指揮的旗本先手役五十名騎馬部隊其中一員，參與了多場戰事。
- 河合政光

通稱又五郎。原是忠勝帶領的旗本先手役50騎馬中的一人，後被忠勝提拔，在忠勝成為大名時成為家老。弟弟政一（通稱又五郎）繼承家督。

## 人物

### 軼事
- 在小牧、長久手之戰中率領5百人的軍勢與秀吉率領的8萬大軍對峙，秀吉的家臣加藤清正和福島正則等人進言欲討取忠勝。但是秀吉聞知忠勝在姉川的勇猛，眼泛淚光地說「他寡兵向我大軍宣示勇武，阻止我軍前進是為了讓家康軍遠去。攻滅德川家後，應該生擒他並使他成為我的家人」（わざと寡兵で我が大軍に勇を示すのは、我が軍を暫時喰い止めて家康の軍を遠ざけるためであろう。徳川家を滅ぼした際には彼を生け捕って我が家人にすべきなり），所以禁止了討取忠勝的請求（『三河後風土記正説大全』）。

- 秀吉和家康和睦後，忠勝被秀吉召來的時候被問到「秀吉的恩情和家康的恩情、閣下認為哪邊較重？」（秀吉の恩と家康の恩、どちらが貴殿にとっては重いか），忠勝回答「您的大恩像海一樣深，家康是譜代相傳的主君，即使日月亦不足論」（君のご恩は海より深いといえども、家康は譜代相伝の主君であって月日の論には及びがたし）。（『三河後風土記正説大全』卷42「池田之助討死付本田忠勝勇猛并石川數正不義之事」、同書卷43「本田平八郎忠勝勇猛付　神君御陣替并秀吉　神君罷感事」）

- 關原合戰之時，談論起在背後布鎮的毛利與長宗我部軍的動向。這時忠勝認為「毛利若是有戰鬥的意思，他會將軍隊布置在山下而對我們造成壓力，但他卻在山上布陣說明他並無此意，我認為不足為懼。」讓驚慌不已的東軍將士們安心。

- 關原合戰結束後清算西軍大名時，由於昌幸在上田城合戰拖住德川秀忠所領的部隊導致秀忠關原會師遲到，有失繼承人威儀。為此不悅的家康強硬地主張處死昌幸父子，經過本多忠勝協同女婿真田信之死命為真田昌幸、真田信繁求情後折衝為把真田父子流放到紀伊高野山山麓的九度山永世不得離開的處分，信之則被封至信濃上田繼承真田家舊領。

- 晚年熱衷木雕，某次雕刻時不慎切傷了手指並因此細菌感染發病，不久後死去。

- 曾經接待關原合戰後失去領地成為浪人的立花宗茂，後來德川家也透過本多忠勝拉攏立花宗茂臣服。

### 勇武
- 一生曾參加57次戰事，但是從來沒有在戰爭中受過傷（朝日新聞社編 『朝日日本歴史人物事典』、家康忠勝兩公三百年祭紀要。在『藩翰譜』記載是「始終一次都沒有敗過」（終に一所の手も負わず））。

- 在一言坂之戰中擔任殿軍後，武田方的小杉左近（日语：小杉左近）讚賞忠勝「家康擁有二個不配有的東西，一是「唐之頭兜」（唐のかしら），另一樣是本多平八（忠勝）」（家康に過ぎたるものは二つあり、唐のかしらに本多平八）並寫入狂歌（日语：狂歌）中（是指家康為興趣而收集的一種頭盔，上面有氂牛的尾毛作為裝飾）。

- 織田信長在武田征伐後中讚賞忠勝是「華實兼備的勇士」（花実兼備の勇士）。

- 豐臣秀吉稱讚忠勝為「日本第一、古今獨步的勇士」（日本第一、古今独歩の勇士），並在之後說「東國有本多忠勝為天下無雙的大將，西國有立花宗茂為天下無雙的大將」（東に本多忠勝という天下無双の大将がいるように、西には立花宗茂という天下無双の大将がいる）（ 『家康忠勝兩公三百年祭紀要』）。

### 武裝
他一身獨特的武裝是其代表之一，武裝包括：
- 蜻蛉切
  - 刃長43.7cm的笹穂型大身槍，莖長55.6cm，重498克。蜻蛉是蜻蜓的日文漢字寫法。據說蜻蜓停在槍頭的刃峰時會被因為槍刃太鋒利而被切成二半，天下三名槍之一，槍身上有三河文珠派「藤原正真作」的銘。
  - 根據《名將言行錄》，蜻蛉切為武士用的鑓（持ち鑓），而非足輕集團用的長柄，長柄才有二間半到三間的長度（依戰國時關東江戶間的算法分別為4.4尺到5.28尺，齋藤道三軍的三間半才有六尺，長柄為了避免槍柄斷裂為竹柄內充段木），持鑓可以運用名為鑓術的武術應敵，身高170公分的忠勝（後世依其鎧甲估算），蜻蛉切不應該超過身高太多。
  - 岡崎城內有供人觀賞的仿製品。

- 鹿角脇立兜
  - 用和紙將鹿角和頭盔接合後塗上黑漆的兜。

- 三國黑
  - 後來的第二代將軍德川秀忠所送的名馬，關原之戰中被島津軍以鐵炮射中而死。

- 黑糸威胴丸具足
- 一本杉鐙
- 野太刀鍔
- 稻剪太刀（似割稻用的鐮刀，其常將之掛於肩）。

部分武裝後來更被參照到相關的遊戲上，如戰國無雙1代中本多忠勝第二套服裝，全身的武裝就是參照他於史料中的形象。

### 其它
在台灣股市，部分股民會引用本多忠勝之諧音「本多終勝」，以詼諧的方式表達「只要資本夠多，終究會贏得勝利」的理念。

## 墓所・靈廟・神社

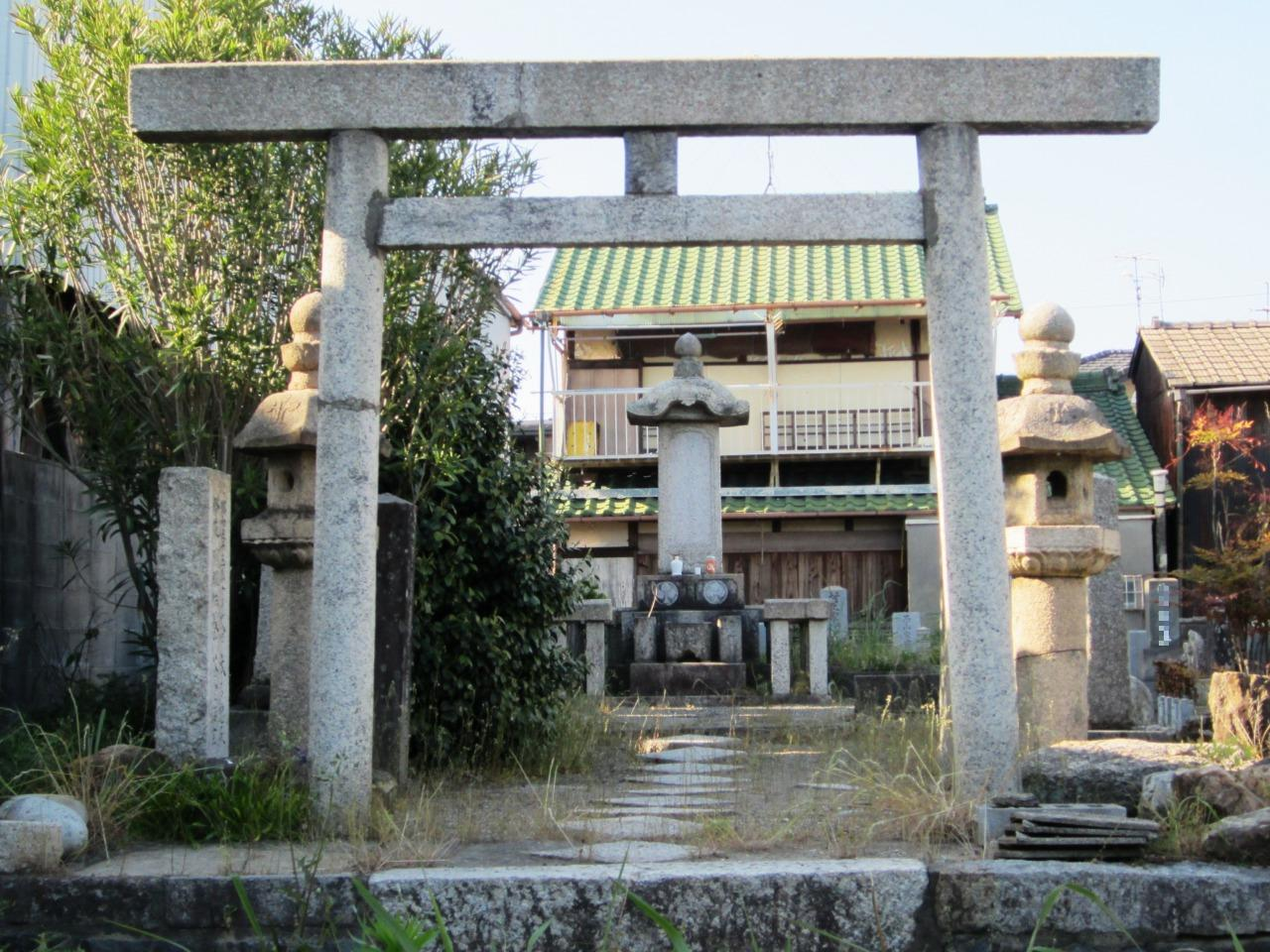
三重縣桑名市淨土寺的本多忠勝本廟

- 墓所在淨土寺（三重縣桑名市）和舊領大多喜的良玄寺（日语：良玄寺）（千葉縣大多喜町）。

- 岡崎城本丸龍城神社（日语：龍城神社）中被祭祀。

- 愛知縣岡崎市的岡崎城跡的岡崎公園和三重縣桑名市的桑名城跡的九華公園（日语：九華公園）均放置忠勝的銅像。

## 登場作品
小說
- 本多平八郎忠勝―家康軍團最強的武將（PHP研究所、加野厚志（日语：加野厚志）著）
- 德川四天王 讓家康取得天下的男人們（PHP研究所、川村真二（日语：川村真二）著）
- 本多忠勝（学陽書房、野中信二著）
- 小說 本多平八郎（學研、菅靖匡著）

影視劇
- 德川家康（1964年、NET、演：阿宗俊一）
- 太閤記（日语：太閤記 (NHK大河ドラマ)）（1965年、NHK大河劇、演：外山高士）
- 德川家康（日语：徳川家康 (1965年の映画)）（1965年、東映、演：竹內滿）
- 宮本武藏 巖流島之決鬥（1965年、東映、演：那須伸太朗）
- 國盜物語（日语：国盗り物語 (NHK大河ドラマ)）（1973年、NHK大河劇、演：倉島襄）
- 影武者 （1980年、東寶、演：曾根德）
- 關原（日语：関ヶ原 (テレビドラマ)）（1981年、TBS、演：高松英郎）
- 徳川家康（1983年、NHK大河劇、演：高岡健二）
- 真田太平記（日语：真田太平記 (テレビドラマ)）（1985年、NHK、演：加藤武）
- 武田信玄（1988年、NHK大河劇、演：古瀨公則）
- 德川家康（日语：徳川家康 (1988年のテレビドラマ)）（1988年、TBS、演：綿引勝彦）
- 春日局（1989年、NHK大河劇、演：平泉成）
- 德川家康 戰國最後的勝利者（1992年、ANB、演：立川三貴）
- 織田信長（日语：織田信長 (1994年のテレビドラマ)）（1994年、TX、演：黑田隆哉）
- 司馬遼太郎的功名十字路（1997年、ANB、演：西園寺章雄）
- 家康最恐懼的男人 真田幸村（日语：家康が最も恐れた男 真田幸村）（1998年、TX、演：潮哲也）
- 影武者德川家康（日语：影武者徳川家康#テレビドラマ (1998年・テレビ朝日版)）（1998年、ANB、演：橫內正（日语：横内正））
- 加賀百萬石：母子的戰國歷險（日语：加賀百万石 母と子の戦国サバイバル）（1999年、NHK、演：竹田壽郎）
- 葵德川三代（2000年、NHK大河劇、演：宍戶錠（日语：宍戸錠））
- 利家與松（2002年、NHK大河劇、演：近童弐吉）
- 國盜物語（日语：国盗り物語#新春ワイド時代劇版）（2005年、TX、演：菊池隆則）
- 功名十字路（2006年、NHK大河劇、演：高田延彦）
- 敵在本能寺（2007年、EX、演：勝部演之）
- 寧寧：女太閤記（2009年、TX、演：岸本祐二）
- 江~公主們的戰國~（2011年、NHK大河劇、演：苅谷俊介）
- 影武者德川家康（日语：影武者徳川家康#テレビドラマ_(2014年・テレビ東京「新春ワイド時代劇」)）（2014年、TX、演：柴俊夫）
- 軍師官兵衛 （2014年、NHK大河劇、演：塩野谷正幸）
- 真田丸（2016年、NHK大河劇、演：藤岡弘）
- 女城主 直虎（2017年、NHK大河劇、演：高嶋政宏）
- 關原（日语：関ヶ原 (映画)）（2017年、東寶、演：天乃大介）
- 家康、整建江戶（日语：家康、江戸を建てる）（2019年、NHK、演：勝野洋）
- 新・信長公記～同班同學是戰國武將～（2022年、NTV、演：阿部亮平（日语：阿部亮平 (俳優)））
- 怎麼辦家康（2023年、NHK大河劇、演：山田裕貴）

遊戲
- 鬼武者3（配音：玄田哲章）
- 太阁立志传系列
- 戰國無雙系列／無雙OROCHI系列（光榮公司、配音：大塚明夫、小林親弘）
- 謀略的未來
- 戰國BASARA系列（CAPCOM）
- 信長之野望系列
- 仁王（光榮公司、配音：玄田哲章）
- 神魔之塔 Tower of Saviors

## 外部連結
- 桑名市観光ガイド （页面存档备份，存于）
- 岡崎公園 （页面存档备份，存于） （岡崎城跡，園内有本多忠勝公銅像和關連展示品等）
- 龍城神社 （页面存档备份，存于） （鎮座岡崎城本丸的神社，以本多忠勝公為祭神來祭祀）
- 三河武士のやかた家康館 特別展示室 （页面存档备份，存于）